# Комп'ютерно-інтегроване виробництво

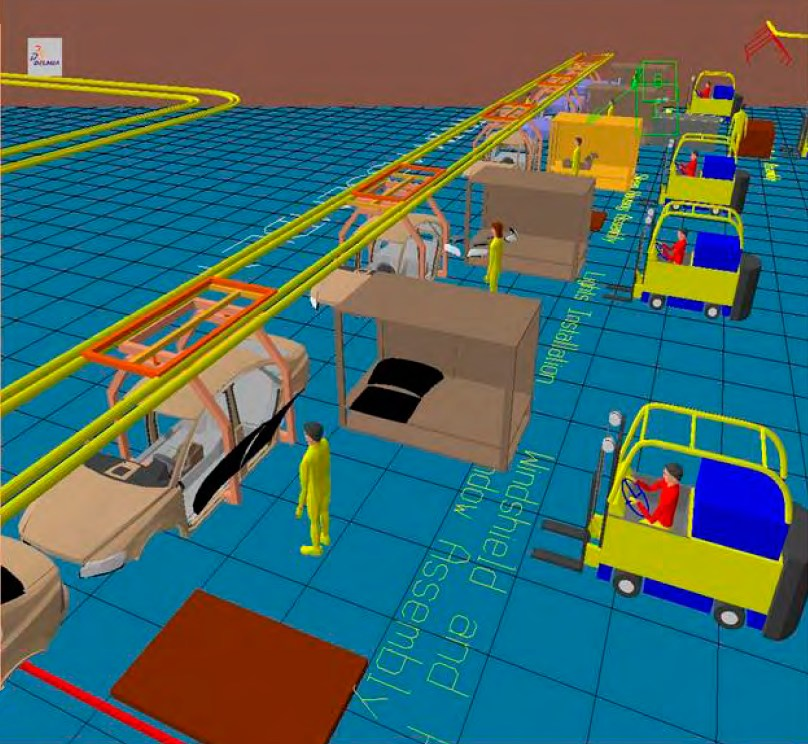
Програма інтеграції виробничих систем, NIST 2008

Комп'ютерне інтегроване виробництво (КІВ) — це виробничий підхід використання комп'ютерів для управління всім виробничим процесом. Ця інтеграція дозволяє окремим процесам обмінюватися інформацією між собою та ініціювати дії. Хоча виробництво може бути швидшим і менш схильним до помилок інтеграцією комп'ютерів, головною перевагою залишається — можливість створення автоматизованих виробничих процесів. Зазвичай КІВ покладається на процеси управління замкнутим циклом, засновані на вході в реальному часі сенсорів. Він також відомий як гнучка конструкція та виготовлення.
Дана сфера вимагає спеціалістів у сфері технологій, котрі повинні володіти спеціальним програмним забезпеченням на фаховому рівні. Окрім цього, комп'ютерно-інтегровані технології тісно пов'язані зі системами автоматичного керування та автоматизацією процесів у різних галузях промисловості та виробництва.

## Огляд
Термін «комп'ютерно-інтегроване виробництво» — ґрунтується, як спосіб виготовлення, так і назва комп'ютерно-автоматизованої системи, в якій організовані окремі інженерні, виробничі, маркетингові та допоміжні функції виробничого підприємства. У системі КІВ функціональні сфери, такі як проєктування, аналіз, планування, закупівля, облік витрат, контроль запасів та розповсюдження, через комп'ютер пов'язані з такими функціями фабрики, як обробка матеріалів та управління ними, забезпечуючи безпосередній контроль та моніторинг всіх операцій.
В цілому КІВ найбільш пристосовані для автоматизацій багаторівневого управління, у багатьох сферах людської діяльності та життя. Найбільш поширеним є використання технологій даного зразка у наступних сферах:
- У промисловості: особливо виражено у процесах машинобудування;
- На комп'ютеризованих рівнях управління над виробництвом;
- АЕС, ТЕС;
- На водоочисних підприємствах;
- Авіаційній;
- Космічна сфера;
- Військова область;
- Суднобудівній галузі;
- Транспорт (авіація, метрополітен, залізничний, автомобільний, водний);
- У всіх сферах використання телекомунікації тощо.[4]

Окрім цього, комп'ютерно-інтегровані технології активно впроваджуються у всіх галузях медицини (в пріоритеті — хірургія). Станом на початок XX століття на планеті співіснує та засновується не один десяток компаній, що активно продукують системне забезпечення комп'ютерно-інтегрованих технологій та впроваджують їх у всі сфери повсякденного життя. Результати робіт є представленими як на внутрішньоукраїнському, так і на світовому ринку.
Це безумовно підтверджує високі досягнення даної сфери в обслуговуванні людського фактора.
Три компоненти даного виробництва, відрізняють КІВ від інших методологій виготовлення:
- Засоби для зберігання, пошуку, маніпулювання та подання даних;
- Механізми зондування стану та модифікації процесів;
- Алгоритми об'єднання компонента обробки даних з компонентом датчика / модифікації.

КІВ — приклад впровадження інформаційно-комунікаційних технологій (ІКТ) у виробництво.
КІВ передбачає, що у підприємстві є щонайменше два комп'ютери, що обмінюються інформацією, наприклад, контролер рукоятки та мікроконтролер [[]].
Деякі фактори, що беруть участь у розгляді впровадження КІВ, — це обсяг виробництва, досвід компанії або персоналу щодо інтеграції, рівень інтеграції у сам продукт та інтеграція виробничих процесів. КІВ є найбільш корисним, коли в компанії чи об'єкті використовується високий рівень ІКТ, наприклад, системи CAD / CAM, наявність планування процесу та його дані.

## Історія
Ідея «цифрового виробництва» стала визначною на початку 1970-х років, датується випущенням книги доктора Джозефа Харрінгтона «Комп'ютерне інтегроване виробництво». Однак виробники верстатів та Асоціація Комп'ютерних та Автоматизованих Систем та Товариство інженерів-виробників (АКАС / ТІВ) почали розробляти та просувати виробництво верстатів із комп'ютерним управлінням лише у 1984 році.
"КІВ — це інтеграція загального виробничого підприємства за допомогою інтегрованих систем та передачі даних у поєднанні з новими управлінськими філософіями, які покращують організаційну та кадрову ефективність". ЕРХУМ

У дослідженні літератури було показано, що на цей час було опубліковано близько 37 різних концепцій КІВ, більшість з яких були організовані Німеччиною та США. У часовій шкалі з 37 публікацій можна побачити те, як розвивалася сама концепція КІВ. Крім того, ми можемо побачити наскільки різними є концепції усіх видань.

## Теми

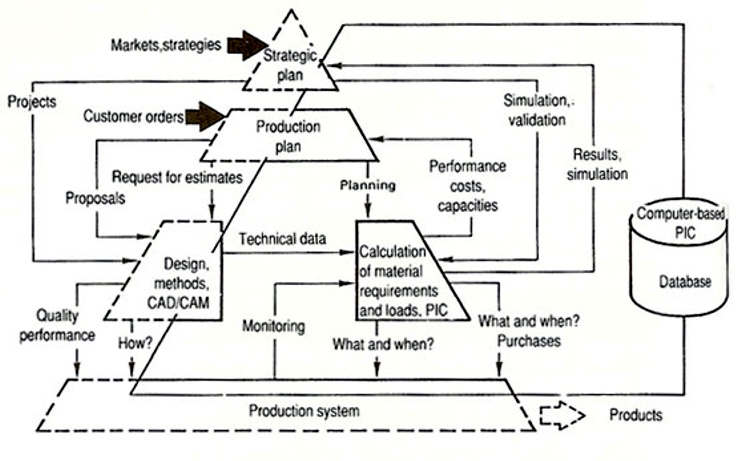
CIM & система управління виробництвом: Комп'ютерне інтегроване виробництво використовується для опису повної автоматизації виробничого заводу, при цьому всі процеси працюють під управлінням комп'ютера та цифровою інформацією пов'язують їх разом.

### Основні виклики
Зараз існує три основні завдання для розвитку плавно функціонуючої комп'ютерно-інтегрованої виробничої системи, а саме:
- Інтеграція компонентів від різних постачальників: організовується тоді, коли різні машини, такі як ЧПК, конвеєри та роботи, використовують різні протоколи зв'язку (у випадку AVG, навіть різний проміжок часу для заряджання акумуляторів) можуть спричинити проблеми.
- Цілісність даних: чим вище ступінь автоматизації, тим критичнішою є цілісність даних, що використовуються для управління машинами. Попри те, що система CIM заощаджує працездатність керування машинами, вона вимагає додаткової людської праці для забезпечення належних гарантій сигналів даних, які використовуються для управління машинами.
- Контроль процесів: комп'ютери можуть використовуватися для надання допомоги людям операторів виробничого обладнання, але завжди повинен бути компетентний інженер, який може впоратися з обставинами, які не могли передбачити розробники програмного забезпечення для управління.

### Підсистеми
Комп'ютерно-інтегрована виробнича система не є такою ж, як «фабрика освітлення», яка працювала б абсолютно незалежно від людського втручання, хоча це великий крок у цьому напрямку. Частина системи передбачає гнучкі виробництва, де фабрику можна швидко модифікувати для виробництва різної продукції, або де обсяг продукції можна швидко змінити за допомогою комп'ютерів. Деякі або всі наступні підсистеми можуть бути знайдені в операції CIM:

#### Автоматизовані методи
- CAD (computer-aided design — автоматизоване проєктування)
- CAE (computer-aided engineering — автоматичне конструювання)
- CAM (computer-aided manufacturing – автоматизація виробництва)
- CAPP (computer-aided process planning – автоматизоване планування процесу)
- CAQ (computer-aided quality assurance — автоматизована якісна гарантія)
- PPC (production planning and control – виробниче планування і контроль)
- ERP (enterprise resource planning – планування ресурсу підприємства)

Тут система для вирішення комерційних завдань є інтегрована загальною базою даних.

#### Прилади та устаткування вимагає
- CNC (верстати на базі числового програмного управління)
- DNC (верстати із прямим числовим управлінням)
- PLCs (програмовані логічні контролери)
- Робототехніку
- Комп'ютери
- Програмне забезпечення
- Контролери
- Мережі
- Взаємозв'язок
- Обладнання для моніторингу

#### Технології
- FMS (гнучка виробнича система)
- ASRS (автоматизована система зберігання та пошуку)
- AGV (автоматизований керований транспортний засіб)
- Робототехніка
- Автоматизовані системи транспортування

#### Інше
- Пісне виробництво

### CIMOSA
Комп'ютерно-Інтегроване Виробництво із Відкритою Системною Архітектурою (англ. CIMOSA) — це європейська пропозиція 1990-х років щодо архітектури відкритих систем для КІВ, розроблена консорціумом AMICE як серія проєктів ESPRIT. Метою CIMOSA було «допомогти компаніям керувати змінами та інтегрувати їхні засоби та операції, щоб протистояти світовій конкуренції. Це забезпечує послідовну архітектурну основу як для моделювання підприємств, так і для інтеграції підприємств, як це потрібно в середовищах КІВ».
CIMOSA пропонує рішення для інтеграції бізнесу з чотирма видами продуктів:
- Рамка моделювання підприємств CIMOSA, яка забезпечує довідкову архітектуру для архітектури підприємства.
- CIMOSA IIS, стандарт для фізичної та додаткової інтеграції.
- Життєвий цикл CIMOSA Systems — це модель життєвого циклу для розробки та впровадження КІВ.
- Стандартизація, основи розробки міжнародних стандартів.

CIMOSA, згідно з Франсуа Вернадатом (1996), який створив термін бізнес-процес та запровадив, на основі процесів, підхід для інтегрованого моделювання підприємств, заснований на транскордонному підході, який протиставлявся традиційним підходам до функцій або діяльності. З CIMOSA також було запроваджено концепцію «Архітектури відкритих систем» (АВС) для КІВ, яка була розроблена таким чином, щоб вона не залежала від постачальників, і була побудована зі стандартизованими модулями КІВ. Тут до АВС «описано з погляду їх функціональних, інформаційних, ресурсних та організаційних аспектів. Це повинно бути розроблено структурованими методами інженерії та оперувати модульною та еволюційною архітектурою для оперативного використання».